# Markus Lampe
Markus Lampe (* 1977) ist ein deutscher Ökonom.

## Leben
Er erwarb 2004 den Magister Artium (Neuere und Neueste Geschichte, Wirtschaftspolitik und Angewandte Kulturwissenschaft) an der Universität Münster und 2008 den Dr. rer. pol. in Volkswirtschaftslehre in Münster. Seit 2015 ist er Professor für Wirtschafts- und Sozialgeschichte an der Wirtschaftsuniversität Wien und Institutsvorstand am Institut für Wirtschafts- und Sozialgeschichte.
Seine Forschungsschwerpunkte sind Geschichte des internationalen Handels und der Handelspolitik, Wirtschaftsgeschichte Dänemarks im 19. Jahrhundert, insbesondere Agrargeschichte, Geschichte des internationalen Post- und Telegrafenwesens und Immobilienmärkte und Wirtschaftsentwicklung: Spanien 1900–1930.

## Schriften (Auswahl)
- mit Alan de Bromhead, Alan Fernihough und Kevin Hjortshøj O’Rourke: The anatomy of a trade collapse. The UK, 1929–33. Belfast 2018.
- mit Paul Sharp: A land of milk and butter. How elites created the modern Danish dairy industry. Chicago 2018, ISBN 0-226-54950-X.